# Avelina Landín
Avelina Landín Rodríguez (* 10. November 1919 in Mexiko-Stadt; † 21. Februar 1991 ebenda) war eine mexikanische Sängerin.
Landín gründete mit ihrer Schwester María Luisa 1935 das Duo Pirita y Jade, das bei Feiern auftrat und 1936 bei der Rundfunkstation XEYZ debütierte. 1938 wurden sie vom Sender XEQ (Radio Panamericana) unter Vertrag genommen und traten zunächst als Dúo Mari-Lina, später als El Dúo de las Hermanas Landín neben dem Duo Águila (Esperanza und María de la Paz Águila Villalobos) auf. Als Duo nahmen sie Titel auf wie  A ti qué von Alberto Domínguez, A dónde irán von Rodolfo Mendiolea, Yo quiero la vida, Aquella noche, Si tú me pides und Háblame de amor von Gabriel Ruiz, Cariñito von Manuel Renteria, La Guía von Méndez Castillo, La noche, tú y yo von Rafael Hernández, Mi amor de ayer von Tamayo Ortega, Mi destino fue quererte und Mi único amor von Felipe Valdéz Leal, Mujercita castigada von Fernando Z. Maldonado, Pasional von Consuelo Velásquez, Pobre de mí von Agustín Lara, Tengo que sufrir von Claudio Estrada, Tengo un nuevo amor von Ernesto Lecuona und Yo no sé lo que me pasa von Fernando Mulens.
Die Zusammenarbeit mit ihrer Schwester endete, als sie 1942 Ángel Zempoalteca Ortega heiratete. Von 1949 bis 1965 nahm sie an zahlreichen Rundfunkproduktionen mit Luis Ignacio Santibañez teil, darunter Inspiración und Éxitos musicales Choco Milk. Sie wurde als La Voz que canta al corazón bekannt.